# Ecquedecques
Ecquedecques település Franciaországban, Pas-de-Calais megyében. Lakosainak száma 510 fő (2022. január 1.). Ecquedecques Bourecq, Lespesses és Lillers községekkel határos.

## Népesség
A település népességének változása:
| Lakosok száma | 495  | 503  | 512  | 513  | 507  | 506  | 506  | 509  | 510  |
|               | 2013 | 2015 | 2016 | 2017 | 2018 | 2019 | 2020 | 2021 | 2022 |